# International Press Telecommunications Council
El International Press Telecommunications Council (IPTC), con sede en Londres, Reino Unido, es un consorcio que agrupa a las más importantes agencias de noticias y empresas de comunicación. Actualmente cerca de 55 compañías y organizaciones de la industria periodística son miembros del IPTC, donde desarrollan y mantienen estándares técnicos para mejorar el intercambio de noticias que son usadas por las mayores agencias de noticias del mundo.

## Historia
El IPTC fue establecido en 1965 por un grupo de organizaciones de prensa, incluidas: Alliance Européenne des Agences de Presse, ANPA (ahora NAA), FIEJ (ahora WAN) y la North American News Agencies (una comisión mixta de Associated Press, Canadian Press y United Press International) para salvaguardar los intereses en las telecomunicaciones de la prensa mundial. Desde finales de 1970, las actividades del IPTC se han centrado principalmente en desarrollar y publicar estándares para el intercambio de noticias.
En particular, el IPTC definió, en 1979, un conjunto de atributos de metadatos que pueden ser aplicados a imágenes. Estos fueron revisados significativamente en 1991 para convertirse en el modelo IIM (Information Interchange Model), pero este concepto sufrió un avance realmente importante en 1994, cuando Adobe definió una especificación para introducir los metadatos en archivos de imágenes digitales, conocidos como "encabezados IPTC". Dichos encabezados pueden incrustrarse dentro de imágenes en formato JPEG/EXIF o TIFF.
En 2001, Adobe introdujo el XMP (Extensible Metadata Platform), un esquema XML para tipos de datos como los del IPTC, pero basado en XML/RDF y, por tanto, extensible. Este esfuerzo alentó una colaboración con el IPTC, dando lugar al "IPTC Core Schema for XMP", que combina los dos acercamientos a la incrustación de metadatos. La especificación XMP describe técnicas para incrustarlos en archivos JPEG, TIFF, JPEG2000, GIF, PNG, HTML, PostScript, PDF, SVG, Adobe Illustrator y DNG. Las versiones recientes de todos los productos principales de software de Adobe (Photoshop, Illustrator, Acrobat, Framemaker, etc.), así como un creciente número de herramientas ajenas a dicha empresa, soportan XMP.

## Miembros del IPTC
- Agence France Presse (afp), Francia
- ANSA, Italia
- Associated Mediabase Limited, Reino Unido
- The Associated Press (AP), Estados Unidos
- Austria Presse Agentur (APA), Austria
- BBC Monitoring, Reino Unido
- Business Wire, Estados Unidos
- CNW Group, Canadá
- Canadian Press, Canadá
- CCNMatthews, Canadá
- CINTEC, Hong Kong
- Deutsche Presse-Agentur (dpa), Alemania
- Dialog / NewsEdge Inc, Estados Unidos
- Dow Jones & Company, Estados Unidos
- European Alliance of News Agencies, Europa
- HINA, Croacia
- Japan Newspaper Publishers & Editors Association (NSK), Japón
- Keystone Switzerland, Suiza
- Kyodo News, Japón
- Newspaper Association of America (NAA), Estados Unidos
- The New York Times Company, Estados Unidos
- The Press Association, Reino Unido
- PR Newswire Association, Reino Unido y Estados Unidos
- Reuters Limited, Reino Unido
- SDA/ATS, Suiza
- Tidningarnas Telegrambyra (TT), Suecia
- TMNEWS-APCOM, Italia
- United Press International (UPI), Estados Unidos
- World Association of Newspapers (WAN)

Agencia EFE (España)

## Soporte software

### Lectura y escritura
- libiptcdata
- ExifTool Perl module
- Exiv2 (C++) Exif and Iptc metadata manipulation library and tools
- PHP function: iptcparse()
- PHP function: iptcembed()
- iTag - Software de etiquetado fotográfico
- Kalimages - IPTC/XMP editor for jpeg image files indexing digital photos based on metadata Archivado el 13 de octubre de 2017 en Wayback Machine.

### Lectura
- ImageMagick
- PHP function: iptcparse()
- How to read EXIF and IPTC with Java Image I/O API

### Visualizadores
- IrfanView
- Opanda IExif for Windows folder & Internet Explorer
- Opanda IExif for Mozilla Firefox
- Exifer for Windows
- XnView